# Wer hat den Schenkel von Jupiter geklaut?
Wer hat den Schenkel von Jupiter geklaut? (Originaltitel: On a volé la cuisse de Jupiter) ist ein französischer Film aus dem Jahre 1980. Regie führte Philippe de Broca. Der Film setzt in gleicher Besetzung Ein verrücktes Huhn aus dem Jahr 1977 fort. Im westdeutschen Fernsehen wurde er als Verrückte Hochzeit gezeigt, in der DDR lautete der Titel Wer hat Jupiters Po gestohlen?.

## Handlung
Der Film ist die Fortsetzung zu Ein verrücktes Huhn. Lise heiratet Antoine und die beiden verbringen ihre Flitterwochen in Griechenland. Dort lernen sie den französischen Archäologen Hubert und seine Frau Agnès kennen. Genau zu diesem Zeitpunkt entdeckt Hubert den Teil einer antiken Statue, der ihm aber vom Fischer Aristoteles gestohlen wird. Als Lise und Antoine das Fundstück zurückholen möchten, merken sie, dass Aristoteles mit einer Rasierklinge ermordet wurde, und Antoine gerät unter Mordverdacht.
Lise lernt den griechischen Polizisten Spyratos kennen, der nicht so professionell wie sie arbeitet. Es gelingt Hubert und Agnès Antoine zu befreien. In einem gestohlenen Polizeiwagen fliehen sie vor den griechischen Behörden und nehmen Spyratos als Geisel, den sie später freilassen. Als sie in einer Hütte auf dem Land übernachten und Lise am nächsten Tag mit Zeitungen Feuer machen möchte, fällt ihr auf, dass Huberts Fundstück Teil einer antiken Statue ist. Es gelingt ihnen, einen anderen Teil der Statue in einem Kloster ausfindig zu machen, und Antoine lässt sich als Mönch begleitet in eines der Meteora-Klöster einschleusen. Dort angekommen merkt er, dass auch der Mönch, der auf die Statue aufpassen sol, ermordet wurde. In einem Duell erschießt er den Mörder und nimmt die Verfolgung mit den Dieben der Statue, die mit einem Hubschrauber fliehen, auf.
Zurück in Athen lässt sich Antoine im Akropolismuseum den dritten Teil der Statue zeigen. Auch dieser wird gestohlen, wo es zu einer erneuten Verfolgungsjagd kommt. Spyratos hat inzwischen erkannt, dass die vier einen Kunstraub aufklären und gratuliert ihnen, nachdem sie auch die Diebe des dritten Teils der Statue überwältigt haben. Der Film endet mit der feierlichen Präsentation der kompletten Statue im Akropolismuseum. Der Museumsdirektor hält die Statue zunächst als Standbild der Aphrodite. In einem Kasten findet er aber ein Bruchstück, das er der Statue noch ergänzt, nämlich das männliche Glied.

## Kritik
„Die Fortsetzung der Komödie "Ein verrücktes Huhn", die gegenüber dem Vorgängerfilm deutlich abfällt, jedoch mit vielen überdrehten Klamaukszenen noch hinlänglich kurzweilig unterhält.“